# Pribislavo di Wagria
Pribislavo I, anche conosciuto come  Pribizlaus, o Pribizlavus (1067 – 1159) è stato un sovrano obodrita della famiglia dei Naconidi che ha regnato sui Wagri.
Pribislavo di Wagria, che Helmold di Bosau chiama Pribizlaus o Pribizlavus, era figlio di Budivoj e quindi nipote di Enrico dell'Antica Lubecca.
Nel 1131, dopo la morte di Canuto Lavard, le terre degli Obodriti furono divise tra Pribislavo e Niklot, con il primo che ricevette Wagria e Polabia e il secondo il Meclemburgo. Pribislavo stabilì la propria sede a Lubecca.
Dopo la morte dell'imperatore Lotario II, Pribislavo cercò di approfittare del periodo di turbolenza che seguì per affrancarsi dall'autorità del Sacro Romano Impero e nel 1138 invase l'Holstein e attaccò e distrusse l'appena costruito castello di Segeberg.
Tale evento, anche se vittorioso, segnò tuttavia l'inizio del rapido declino di Pribislavo. Infatti, approfittando della sua assenza, Ratislaus di Rügen (detto Ratze), principe dei Rani, attaccò Liubice, razziando la città e i suoi dintorni. L'anno successivo (1139) il conte di Holstein Enrico di Badewide formò un esercito sassone e invase la Wagria devastando i territori di Plön, Lütjenburg e Oldenburg e facendo molte vittime fra la popolazione.  Dopo questi eventi la dominazione di Pribislavo rimase limitata alla Wagria nord-orientale.
Pribislavo ricompare nelle cronache storiche nel 1155 in un incontro nella chiesa di Oldenburg con il vescovo Geroldo in cui Pribislavo si lamentava per le condizioni di oppressione e le tasse elevate che venivano imposte dai sassoni. Nel 1156 Pribislavo compare ancora nelle cronache di Helmold che certifica la sua conversione al cristianesimo in un congresso di principi slavi a cui partecipò anche suo figlio Niklot.
Dopo il 1156 non si hanno più notizie storiche relative a Pribislavo.

## Ascendenza
|                      |   |   | Genitori |  |  | Nonni |  |  | Bisnonni  |  |  | Trisnonni |  |
|                      |   |   |          |  |  |       |  |  | Pribignew |  |  | Mstislaw  |  |
|                      |   |   |          |  |  |       |  |  | Pribignew |  |  | Mstislaw  |  |
|                      |   | … |          |  |  |       |  |  | Pribignew |  |  |           |  |
| Godescalco dei Vendi |   |   |          |  |  |       |  |  | Pribignew |  |  |           |  |
|                      |   | … | …        |  |  |       |  |  |           |  |  |           |  |
|                      |   | … | …        |  |  |       |  |  |           |  |  |           |  |
|                      |   | … | …        |  |  |       |  |  |           |  |  |           |  |
| Budivoj              |   | … |          |  |  |       |  |  |           |  |  |           |  |
|                      |   | … | …        |  |  |       |  |  |           |  |  |           |  |
|                      |   | … | …        |  |  |       |  |  |           |  |  |           |  |
|                      |   | … | …        |  |  |       |  |  |           |  |  |           |  |
| …                    |   | … |          |  |  |       |  |  |           |  |  |           |  |
|                      |   | … | …        |  |  |       |  |  |           |  |  |           |  |
|                      |   | … | …        |  |  |       |  |  |           |  |  |           |  |
|                      |   | … | …        |  |  |       |  |  |           |  |  |           |  |
| Pribislavo di Wagria |   | … |          |  |  |       |  |  |           |  |  |           |  |
|                      | … | … |          |  |  |       |  |  |           |  |  |           |  |
|                      | … | … |          |  |  |       |  |  |           |  |  |           |  |
|                      | … | … |          |  |  |       |  |  |           |  |  |           |  |
| …                    | … |   |          |  |  |       |  |  |           |  |  |           |  |
|                      |   | … | …        |  |  |       |  |  |           |  |  |           |  |
|                      |   | … | …        |  |  |       |  |  |           |  |  |           |  |
|                      |   | … | …        |  |  |       |  |  |           |  |  |           |  |
| …                    |   | … |          |  |  |       |  |  |           |  |  |           |  |
|                      |   | … | …        |  |  |       |  |  |           |  |  |           |  |
|                      |   | … | …        |  |  |       |  |  |           |  |  |           |  |
|                      |   | … | …        |  |  |       |  |  |           |  |  |           |  |
| …                    |   | … |          |  |  |       |  |  |           |  |  |           |  |
|                      |   | … | …        |  |  |       |  |  |           |  |  |           |  |
|                      |   | … | …        |  |  |       |  |  |           |  |  |           |  |
|                      |   | … | …        |  |  |       |  |  |           |  |  |           |  |
|                      |   | … |          |  |  |       |  |  |           |  |  |           |  |